# Puig del Castell (Cassà de la Selva)
El Puig del Castell és un turó al veïnat de Verneda de Cassà de la Selva a la serralada del Gatellar a cinc quilòmetres de la vila cassanenca, al vessant oriental de les Gavarres.
Aquest puig recull les restes d'un poblat ibèric tipus oppidum, on després de diferents excavacions, s'hi han trobat restes d'una torre i d'una muralla. Aquest poblat va ser descobert el 1964, i ja s'hin han fet vàries campanyes d'excavacions arqueològiques. Aquest assentament ibèric disposava d'una magnífica vista sobre la plana circumdant, de gran riquesa agrícola i ocupada des de la prehistòria.